# Randomizovano kontrolisano ispitivanje
Randomizovano kontrolisano ispitivanje (randomizovano kontrolno ispitivanje; RCT) je tip naučnog (obično medicinskog) eksperimenta čiji cilj je da se redukuju određeni izvori pristrasnosti pri testiranju efektivnosti novih tretmana; to se ostvaruje putem randomne alokacije subjekata u dve ili više grupa koje se različito tretiraju, i zatim se upoređuju izmereni responsi. Na jednoj grupi — eksperimentalnoj grupi — se ispituje intervencija, dok druga - koja se obično naziva kontrolna grupa - ima alternativno stanje, poput placeba ili nema intervencije. Grupe se prate u uslovima dizajna ispitivanja da bi se videlo koliko je efektivna eksperimentalna intervencija. Efikasnost tretmana procenjuje se poređenjem sa kontrolom. Može postojati više od jedne grupe za lečenje ili više kontrolnih grupa.
Ispitivanje može biti slepo, u kome se informacije koje mogu uticati na učesnike zadržavaju dok se eksperiment ne završi. Slepoća se može primeniti na bilo kom učesniku eksperimenta, uključujući subjekte, istraživače, tehničare, analitičare podataka i procenjivače. Dobro zaslepljivanje može umanjiti ili eliminisati neke izvore eksperimentalne pristranosti.
Randomnost u rasporedu subjekata u grupe smanjuje pristranost odabira i pristranost raspoređivanja, uravnotežava poznate i nepoznate prognostičke faktore, u dodeli tretmana. Zaslepljivanje smanjuje i druge oblike pristranosti eksperimentatora i subjekta.
Dobro zaslepljeni RCT često se smatra zlatnim standardom za klinička ispitivanja. Slepi RCT se obično koriste za testiranje efikasnosti medicinskih intervencija i mogu dodatno da pruže informacije o štetnim efektima, kao što su reakcije na lekove.
Pojmovi „RCT” i „randomizirano ispitivanje” se ponekad koriste sinonimno, mada potonji izraz izostavlja pomen kontrole i stoga može da opisuje studije koje upoređuju više grupa lečenja jedne sa drugom u odsustvu kontrolne grupe. Slično tome, pojam se ponekad proširuje na „randomizirano kliničko ispitivanje” ili „randomizirano komparativno ispitivanje”, što dovodi do nejasnoća u naučnoj literaturi. Nisu sva randomizirana klinička ispitivanja randomizirana kontrolirana ispitivanja (neka od njih nikada ne bi mogla biti, kao u slučajevima kada bi kontrola bila nepraktična ili neetička za uspostavljanje). Termin randomizirano kontrolisano kliničko ispitivanje je alternativni termin koji se koristi u kliničkim istraživanjima; međutim, RCT-ovi se takođe koriste u drugim istraživačkim oblastima, uključujući mnoge društvene nauke.

## Istorija
Prvo prijavljeno kliničko ispitivanje sproveo je Džejms Lind 1747. da bi identifikovao tretman za skorbut. Prvi slepi eksperiment sprovela je Francuska kraljevska komisija za životinjski magnetizam 1784. da bi istražila tvrdnje o mesmerizmu. Jedan rani esej koji se zalaže za zaslepljivanje istraživača proizveo je Klod Bernar u drugoj polovini 19. veka. Bernar je preporučio da posmatrač eksperimenta ne bi trebalo da ima znanje o hipotezi koja se testira. Ova sugestija je bila u oštroj suprotnosti sa preovlađujućim stavom iz doba prosvetiteljstva da naučno posmatranje može biti objektivno validno samo kada ga preduzima dobro obrazovan, obavešten naučnik. Prvo istraživanje za koje je zabeleženo da ima zaslepljenog istraživača sproveli su 1907. V. H. R. Rivers i H. N. Veber da bi istražili efekte kofeina.
Randomizovani eksperimenti su se prvo pojavili u psihologiji, gde su ih uveli Čarls Sanders Pirs i Džozef Džastrou tokom 1880-ih, i u obrazovanju.
Početkom 20. veka, randomizovani eksperimenti su se pojavili u poljoprivredi, zahvaljujući Džeržiju Nejmanu i Ronaldu A. Fišeru. Fišerova eksperimentalna istraživanja i njegovi spisi su popularizovali randomizovane eksperimente.
Prvo objavljeno randomizovano kontrolisano ispitivanje u medicini pojavilo se u radu iz 1948. pod naslovom „Streptomicinski tretman plućne tuberkuloze“, koji opisuje istraživanje Saveta za medicinska istraživanja. Jedan od autora tog rada bio je Ostin Bredford Hil, za koga se smatra da je osmislio savremeni RCT.
Na dizajn ispitivanja su dodatno uticala velika ispitivanja ISIS-a o lečenju srčanog udara koja su sprovedena tokom 1980-ih.
Do kraja 20. veka, RCT-jevi su prepoznati kao standardni metod za „racionalnu terapiju“ u medicini. Od 2004. godine, više od 150.000 RCT-jeva je bilo u Kohranovoj biblioteci. Da bi poboljšala izveštavanje o RCT-jevima u medicinskoj literaturi, jedna međunarodna grupa naučnika i urednika objavila je navode Konsolidovanih standarda izveštavanja o ispitivanjima (CONSORT) 1996, 2001. i 2010. godine, i oni su postali široko prihvaćeni. Randomizacija je proces dodeljivanja ispitanika u tretman ili kontrolne grupe koristeći element slučajnosti da bi se odredili zadaci kako bi se smanjila pristrasnost.

## Literatura
- Berger, M. P. F.; Wong, W. K. (2009). An Introduction to Optimal Designs for Social and Biomedical Research. John Wiley & Sons. стр. 346. ISBN 978-0-470-69450-3.[мртва веза]
- Bhargava Alok (2008). „Randomized controlled experiments in health and social sciences: Some conceptual issues”. Economics and Human Biology. 6 (2): 293—298. PMID 18325858. doi:10.1016/j.ehb.2008.01.001.
- Domanski MJ, McKinlay S (2009). Successful randomized trials: a handbook for the 21st century. Philadelphia: Lippincott Williams & Wilkins. ISBN 978-0-7817-7945-6.,  .
- Jadad AR, Enkin M (2007). Randomized controlled trials: questions, answers, and musings (2nd изд.). ISBN 978-1-4051-3266-4..  Malden, Mass.: Blackwell,  .
- JNS, Matthews (2006). Introduction to randomized controlled clinical trials. 2nd ed. Boca Raton, Fla.: CRC Press. ISBN 1-58488-624-2.
- Nezu AM, Nezu CM (2008). Evidence-based outcome research: a practical guide to conducting randomized controlled trials for psychosocial interventions. Oxford: Oxford University Press. ISBN 978-0-19-530463-3.,  .
- Solomon PL, Cavanaugh MM, Draine J (2009). Randomized controlled trials: design and implementation for community-based psychosocial interventions. New York: Oxford University Press. ISBN 978-0-19-533319-0.,  .
- Torgerson DJ, Torgerson C (2008). Designing randomised trials in health, education and the social sciences: an introduction. ISBN 978-0-230-53735-4.. Basingstoke, England, and New York: Palgrave Macmillan,  .

## Dodatna literatura
- Evans, Imogen; Thornton, Hazel; Chalmers, Iain (2010). Testing Treatments: Better Research for Better Healthcare (PDF). London: Pinter & Martin Limited. ISBN 978-1-905177-35-6.